# Saint-Nazaire (Gard)
Saint-Nazaire település Franciaországban, Gard megyében. Lakosainak száma 1297 fő (2022. január 1.). Saint-Nazaire Bagnols-sur-Cèze, Saint-Alexandre, Saint-Gervais és Vénéjan községekkel határos.

## Népesség
A település népessége az elmúlt években az alábbi módon változott:
| Lakosok száma | 864  | 979  | 1008 | 1147 | 1199 | 1194 | 1229 | 1262 | 1269 | 1297 |
|               | 1968 | 1982 | 1990 | 2006 | 2013 | 2015 | 2017 | 2019 | 2020 | 2022 |